# با
با هو اصطلاح يستعمل في الأنساب بجنوبي الجزيرة العربية.
تستعمل الـ «با» خاصة بين السادة والمشايخ في حضرموت، وتتركب منه أسماء مثل باعباد وباعلوى وبافقيه وبافضل وغيرها. وقد ذهب بعض الباحثون أن أصل «با» هي كلمة «أبا». ولذا قد يذكر الشخص الواحد بأسماء مشابه مثل باحسان وأبا حسان وأبو حسان وحسان.